# Fronteira Eritreia–Etiópia
A fronteira entre a Eritreia e a Etiópia é um linha de 912 km de extensão, sentido oeste-leste, que separa o nordeste da Etiópia do território da Eritreia.
Criada com a secessão da Eritreia do território etíope no início da década de 1990, é palco de conflito territorial latente, cujo momento mais grave foi a Guerra Eritreia-Etiópia.

## Traçado
No oeste faz a tríplice fronteira de ambos os países com o Sudão, segue para leste, passa nas proximidades de Mendefera (Eritreia) e de Aksun, pelo monte Soira, indo daí para o sul até outra fronteira tripla, dos dois países com Djibuti, no vulcão Mousa Ali. Separa do norte para o sul as regiões administrativas:
- Zobas da Eritreia - Gash-Barka, Maekel, Debub, Debub-Keih-Bahri
- Kililochs da Etiópia - Tigré, Afar, Somali

## História
A Etiópia é uma nação de longa existência, tendo resistido a muitas invasões por parte de portugueses e árabes no século XIX. Nesse século a Eritreia foi também muito disputada, no caso por etíopes, egípcios e otomanos. A Eritreia é dominada pela Etiópia até 1889, quando é tomada pela Itália. A Etiópia foi invadida e dominada pelos italianos em 1935, os quais são expulsos em 1941 pelos britânicos na Segunda Guerra Mundial, que administram ambas as nações até à independência da Etiópia em 1952.
Na independência a ONU aprova a união de ambas sob o domínio único da Etiópia. Muitos são os conflitos separatistas até 1974, quando da queda de Haile Selassie, soberano da Etiópia,  a guerrilha da Eritreia começa ocupar o país, completando a ocupação em 1993, quando a Etiópia reconhece a independência Eritreia. Entre 1998 e 2000 ocorreu uma guerra entre os países e o novo traçado da fronteira foi definido pela ONU em 2003, sem ser aceite pela Etiópia.